# Portada/efemèride juliol 4
Hélène Bertaux
« 3 de juliol · 4 de juliol · 5 de juliol »